# Aéroport Andorre–La Seu d'Urgell
L'aéroport Andorre–La Seu d'Urgell (code IATA : LEU • code OACI : LESU) (en catalan : Aeroport Andorra–La Seu d'Urgell, en espagnol : Aeropuerto Andorra–La Seu d'Urgell) est un aéroport public détenu par la généralité de Catalogne, qui accueille des activités d'aviation générale et commerciale. Il est situé sur les communes de Ribera d'Urgellet et de Montferrer i Castellbò, au nord-est de l'Espagne, et dessert la région de la Seu d'Urgell et la principauté d'Andorre, qui est à 12 km au nord de l'aéroport ,. L'aéroport est un adaport ce qui limite la taille des avions qui peuvent l'utiliser.

## Histoire
L'aérodrome de La Seu d'Urgell a ouvert en 1982, mais a été fermé à la circulation commerciale en 1984 et a été utilisé uniquement par l'aviation privée jusqu'en 2008, lorsque l'aéroport a été acheté par le gouvernement catalan et fermé dans l'attente de son réaménagement et la réouverture commerciale de l'aéroport,. En 2008, l'Institut Català del Sòl (un département de la Généralité de Catalogne) a acheté une participation de 85 % dans l'aéroport pour créer l'aéroport des Pyrénées-La Seu d'Urgell. En 2009, un contrat a été attribué à l'Asca Sorigué pour les travaux de réaménagement vers la réouverture de l'aéroport.
L'aéroport a rouvert ses portes le 4 juin 2010. Dans la première année, il y a eu un total de 1 751 vols, avec plus de 3 000 passagers. Un accord entre le gouvernement de la Catalogne et de l'Andorre, situé à 12 km, a été signé en 2014 pour renommer l'établissement en Aéroport Andorre–La Seu d'Urgell à la suite de l'investissement financier de la principauté d'Andorre.
Le 8 janvier 2015, l'aéroport a commencé à recevoir régulièrement des touristes ou des vols charters. Huit vols touristiques ont été exploités par Swiftair au cours de l'été 2015, quatre de Madrid, quatre à partir de Palma de Majorque. 2015 a également vu l'arrivée d'Air Andorra et d'Andorre Airlines, les deux compagnies aériennes utilisant l'aéroport comme leur hub principal et offrant des vols vers plusieurs aéroports en Espagne et en France.
Depuis le 17 décembre 2021, un vol régulier vers Madrid est assuré plusieurs fois par semaine avec la compagnie Air Nostrum. Ce vol permet aux voyageurs de bénéficier de correspondances via le hub de Madrid vers de nombreuses destinations mondiales.

## Situation
| \| 100 km1:11 216 000 \| Alicante Almería Andorre Badajoz Barcelone Bilbao Burgos León Castellón · de la Plana Ceuta Gérone Grenade Ibiza Jerez La Corogne Lleida Logroño Madrid Málaga Melilla Minorque Murcie Oviédo Palma de · Majorque Pampelune Reus Sabadell Saint-Jacques Saint-Sébastien Salamanque Santander Saragosse Séville Valence Valladolid Vigo Vitoria |
| 100 km1:11 216 000 |

Voir les Îles Canaries

## Compagnies aériennes et destinations
| Compagnies | Destinations   |
| ---------- | -------------- |
| Iberia     | Madrid-Barajas |